# ویتنی کاندر
ویتنی کاندر (انگلیسی: Whitney Conder؛ زادهٔ ۶ مهٔ ۱۹۸۸) ورزشکار اهل ایالات متحده آمریکا است.
وی در مسابقات کشوری و بین‌المللی در مجموع برندهٔ ۲ مدال طلا، ۱ مدال نقره شده‌است.